# Cadolt
Cadolt ist ein historischer männlicher Vorname. Weitere Schreibweisen sind Cadalus, Kadaloh, Kadold, Kadolt.

## Historische Namensträger
- Graf Cadolt, Gründer vom Kloster Herrieden
- Kadolt von Wehing, Stadthauptmann
- Kadolt von Feldsberg
- Kadolt von Dürnholz, Sohn der Margarete von Dürnholz (Adelsgeschlecht)
- Kadold, Sohn des Otto von Parz (Otto de Parcz)
- Kadolt der Ältere, Erbe von Albero von Puchheim
- Kadold der Jüngere von Eckartsau, Erbe von Albero von Puchheim (Adelsgeschlecht)
- Kadolt III. von Eckartsau († nach 1380), markgräflicher Lehensträger in Österreich
- Kadolt von Haslau – Vater der Katharina von Haslau
- Kadolte (auch Chadolte), Adelsgeschlecht und ehemalige Besitzer von Schloss Mailberg

## Ortsnamen
Möglicherweise gehen folgende Ortsnamen auf einen Cadolt zurück:
- Cadolzburg, Ort im Landkreis Fürth
- Cadolzhofen, Ortsteil der Gemeinde Windelsbach
- Kadelburg (Küssaberg)